# In a Perfect World (Kodaline)
In a Perfect World é o álbum de estreia da banda irlandesa de indie rock Kodaline, lançado em 14 de junho de 2013 na Irlanda e posteriormente no Reino Unido. Nesse álbum está incluído singles de maior sucesso da banda como "High Hopes", "All I Want" e "One Day". Na semana seguinte do lançamento, o álbum conseguiu o primeiro lugar no Irish Album Charts.

## Recepção crética
O álbum recebeu críticas mistas e atualmente detém uma pontuação de 47 em 100 no site de crítica agregada Metacritic, com base em 9 críticas.
Lewis Corner, da Digital Spy, fez uma crítica mista ao álbum, dizendo que "Cada faixa acena para o nome do álbum, estando ciente de aspirações inatingíveis, mas aceitando a dura realidade, no entanto. Kodaline não está oferecendo um redesenho folclórico completo - embora algumas músicas sejam mais para o indie rock do que os esforços de seus contemporâneos - mas o In A Perfect World está cheio de coração e alma o suficiente para torná-lo uma estréia agradável". Caroline Sullivan, do The Guardian também deu ao álbum uma crítica mista, afirmando que "O Kodaline já dominou o ofício de empilhar coro sobre refrão inabalável. A maioria dessas 11 músicas contém um gancho matador, como o que transforma High Hopes de uma balada de lábios bambos em um arrancador de lágrimas. O cantor Steve Garrigan tem se inspirado em vocalistas que são especialistas em sucumbir as lágrimas, incluindo Art Garfunkel e Tom Chaplin do grupo Keane, a serviço de canções que exigem que ele constantemente soe como se estivesse à beira de uma convulsão. Ao todo, há muita emoção de rasgar corpetes para receber, e é isso, não a da falta de ideias originais, que torna In A Perfect World difícil de tomar em grandes doses".
Ally Carnwath, do The Observer, deu ao álbum 2 estrelas de 5, e sentiu "Que por toda a elevação do estádio e coros notacionalmente empolgantes, eles nunca entregam um gancho ou soco melódico que realmente te deixa no chão". Lauren Murphy, do The Irish Times, fez uma crítica semelhante, dizendo "Kodaline é um pouco monótono... Parece que eles estão mais focados em caixas de seleção a fim de atrair seu público-alvo, do que em queimar sua própria trilha, tentando algo origina". Bevis Man, do DIY, fez uma crítica negativa, dizendo: "Vamos ser francos aqui, o que essa banda precisa é de um soco na cara e crescer algumas bolas. É difícil não imaginar a banda, ainda na casa dos 20 anos, escrevendo o álbum melancolicamente olhando pela janela e sentindo incrivelmente pena de si mesmos". Q Magazine foi muito crítica ao álbum, chamando-o de "Inteiramente sem mérito", e premiou com 1 estrela em 5.

## Lista de Faixas
1. One Day
2. All I Want
3. Love Like This
4. High Hopes
5. Brand New Day
6. After The Fall
7. Big Bad World
8. All Comes Down
9. Talk
10. Pray
11. Way Back When

## Certificações
| Região             | Certificação | Unidades/Vendas certificadas |
| ------------------ | ------------ | ---------------------------- |
| Irlanda (IRMA)     | 2× Platina   | 30.000                       |
| Polônia (ZPAV)     | Ouro         | 10.000                       |
| Suíça (IFPI Suíça) | Ouro         | 10.000                       |
| Reino Unido (BPI)  | Platina      | 288.855                      |